# Giovanni Arcangeli
Giovanni Arcangeli (* 18. Juli 1840 in Florenz; † 16. Juli 1921 in Pisa) war ein italienischer Botaniker. Sein offizielles botanisches Autorenkürzel lautet „Arcang.“.

## Leben und Wirken
1880 wurde er Professor der Botanik in Turin. Ab 1882 war er Direktor des Botanischen Gartens von Pisa.

## Ehrungen
Die Pflanzengattung Arcangelisia Becc. aus der Familie der Mondsamengewächse (Menispermaceae), die Gattung Arcangeliella Cavara 1900 aus der Familie der Süßgräser (Poaceae) sowie die Pilzgattungen Arcangelia Sacc. 1890 und Arcangeliella Cavara 1900 sind nach ihm benannt worden.

## Werke
- Compendio della flora italiana … 2.  Auflage. 1894 (Erstausgabe:  1882).